# Szechuanosaurus
Szechuanosaurus is een geslacht van uitgestorven vleesetende theropode dinosauriërs, behorend tot de Tetanurae, dat tijdens het Laat-Jura leefde in het gebied van het huidige China.
In 1942 benoemde en beschreef Yang Zhongjian ('C.C. Young') de typesoort Szechuanosaurus campi. De geslachtsnaam is afgeleid van Szechuan. De soortaanduiding eert de Amerikaanse paleontoloog Charles Lewis Camp met wie Yang in China opgravingen had verricht en die in de jaren dertig een gedeelte van het typemateriaal van Szechuanosaurus had gevonden en in 1935 gerapporteerd.
Yang baseerde de naam op een reeks syntypen, de meeste bestaande uit losse tanden gevonden bij Guangyan, nabij Zigong in de Kyangyanreeks van de Xaishaximiaoformatie van Sichuan die dateert uit het Tithonien. Het betreft IVPP V235, twee stukken tand; IVPP V236, een stuk tand; IVPP V238, verschillende tandfragmenten; en IVPP V239, een tand. De tanden zijn niet bij elkaar gevonden en kunnen verschillende taxa vertegenwoordigen. Daarbij zijn ze niet goed determineerbaar hoewel ze vermoedelijk toebehoren aan Sinraptoridae. Szechuanosaurus wordt daarom meestal beschouwd als een nomen dubium. De tanden zijn verschillend van grootte; de grootste zijn sterk gekromd met een geschatte kroonlengte van ongeveer zes centimeter, hetgeen wijst op dieren van een aanzienlijke lichaamsomvang. Yang maakt ook een gedeeltelijk skelet gevonden door Camp, specimen UCMP 32102, deel van de syntypen, hoewel er geen verband was met de tanden. Dit specimen bestaat uit een tand, een stuk zitbeen en een stuk dijbeen. Ook na 1942 zijn er losse tanden en fragmentarische skeletten toegewezen zonder bewijsbaar verband met de syntypen.
In 1978 benoemde Dong Zhiming een tweede soort: Szechuanosaurus yandonensis. De vermelding maakte deel uit van een faunalijst, zodat dit voorlopig een nomen nudum bleef. In 1983 gaf Dong wel een beschrijving maar wees de vondst, specimen CV 00214, een gedeeltelijk skelet, toe aan S. campi. In 2000 wees Daniel Chure dit skelet toe aan Szechuanoraptor dongi, zelf een ongeldige nomen ex dissertatione. Matthew Carrano wees het in 2012 toe aan Yangchuanosaurus shangyouensis
In 1993 benoemde Gao Yuhui een derde soort: Szechuanosaurus zigongensis, gebaseerd op specimen ZDM 9011. Dit werd in 2012 door Carrano hernoemd tot een nieuwe soort van Yangchuanosaurus: Yangchuanosaurus zigongensis. Andere onderzoekers menen dat er een geheel nieuw geslacht voor benoemd moet worden.